# Вапно (гмина)
Вапно (пол. Wapno) — сельская гмина (уезд) в Польше, входит как административная единица в Вонгровецкий повет, Великопольское воеводство. Население — 3077 человек (на 2004 год).

## Сельские округа
1. Александрово
2. Грабошево
3. Комасин
4. Подолин
5. Русец
6. Сребрна-Гура
7. Столенжын
8. Вапно
9. Вапно-Полуднёве

## Соседние гмины
1. Гмина Дамаславек
2. Гмина Голаньч
3. Гмина Кцыня
4. Гмина Жнин